# کویر چاه غیب
کویر یا هامون چاه غیب یکی از کویرهای جنوب شرقی ایران است.
کویر چاه غیب یا چاله چاه غیب (چاه غیب هامون هم نامیده می‌شود) در ۵۰ کیلومتری جنوب غربی شهرستان خاش واقع در استان سیستان و بلوچستان قرار دارد. موقعیت جغرافیایی مرکز این کویر ۰۶/۲۸ شمالی و ۴۹/۶۰ شرقی و مساحت تقریبی آن در حدود ۲۴۰ کیلومتر مربع می‌باشد. این کویر از شمال غربی به کوه نادر، از غرب به کوه حشایز، از جنوب غربی به کوه‌های تنکان، هله لان، کوه تنگ و کوه مرغک، از جنوب به چاه شاهی و از شرق به بیابان‌های خاش محدود می‌شود.
ارتفاع آن از سطح آب‌های آزاد ۴۴۵۰ پا می‌باشد که تقریباً در تمام نقاط کویر یکسان است. سنگ‌های تشکیل دهنده اطراف ارتفاعات این چاله از نوع سنگ‌های آذرین می‌باشند. در قسمت شمالی این کویر جزیره‌ای وجود دارد که تقریباً شبیه به جزیره سرگردان در دریاچه نمک قم می‌باشد که بلندترین نقطه آن ۴۶۹۰ فیت ارتفاع دارد.
سطح این کویر به‌وسیله صفحات باد کرده رسی مخلوط با نمک پوشیده شده‌است که در قسمت‌های محدودی (غرب) به صورت باتلاقی در می‌آید. در بعضی از نقشه‌ها بر روی این کویر نام دریاچه هامون دیده می‌شود که نشان دهنده آن است که در گذشته نزدیک این کویر، دریاچه‌ای فصلی بوده‌است که در اثر گرم شدن هوا و کاهش بارش خشک شده‌است.

## راه‌های ورود به منطقه
به علت نبودن باتلاق در اطراف این کویر به راحتی می‌توان به صورت آف رود وارد دریاچه شد. شایان ذکر است که در قسمت غرب کویر باتلاقهایی با درصد چسبندگی کم وجود دارند. حرکت با جیپ بر روی این قسمت پیشنهاد نمی‌شود.
مسیر اول از شهرستان خاش پس از طی مسافت ۴۴ کیلومتر وارد جاده خاکی چاه شاهی شوید.
قبل از ورود به منطقه با نیروی انتظامی شهرستان خاش هماهنگی‌های لازم را به عمل آورید.